# لودیک استراتسنی
لودیک استراتسنی (چکی: Luděk Stracený؛ زادهٔ ۱۹ آوریل ۱۹۷۷) بازیکن فوتبال اهل جمهوری چک بود.
از باشگاه‌هایی که در آن بازی کرده‌است می‌توان به باشگاه فوتبال ویکتوریا ژیژکوف، باشگاه فوتبال بلشانی، باشگاه فوتبال کاوناس، باشگاه فوتبال اسپارتا پراگ، و باشگاه فوتبال هارت آف میدلوتیان اشاره کرد.
وی همچنین در تیم‌های ملی فوتبال زیر ۲۱ سال جمهوری چک و جمهوری چک بازی کرده‌است.